# Saint-Romain (Vienne)
Saint-Romain é uma comuna francesa na região administrativa da Nova Aquitânia, no departamento de Vienne. Estende-se por uma área de 20,48 km². Em 2010 a comuna tinha 402 habitantes (densidade: 19,6 hab./km²).